# Dionisio Encina
Dionisio Encina Rodríguez fue un político mexicano del Partido Comunista Mexicano (PCM). Nació en una familia minera de Zacatecas, y trabajó como carpintero y herrero en Torreón, Coahuila. En 1928 formó parte de la Federación de Jóvenes Comunistas de México, la organización juvenil del PCM, y al año siguiente fue parte de su dirección nacional. A finales de 1928 visitó junto con Julio Antonio Mella, Rafael Carrillo Azpeitia y Jorge Fernández Anaya América Central con el objetivo de ayudar en la organización de la Defensa Obrera Internacional (DOI), de la Liga Antiimperialista de las Américas y de la Juventud Comunista. Fue uno de los dirigentes famosos del movimiento huelguistico de los proletarios agrícolas de la Laguna en 1936, dirigido por la Confederación Sindical Unitaria de México (CSUM). En 1940, formó parte de la comisión depuradora del Comité Central del PCM que promovió la expulsión de los dirigentes Hernán Laborde y Valentín Campa. Posteriormente Dionisio Encina fue elegido Secretario General del Partido, posición que ocupó durante 20 años. Fue candidato a senador por la Federación de Partidos del Pueblo Mexicano por el estado de Coahuila. En 1944 fundó junto con Vicente Lombardo Toledano, Narciso Bassols y Gaudencio Peraza la Liga Socialista Mexicana. 
- El 01 de noviembre de 1930 fue detenido en Coahuila y acusado de  »preparar planes para la insurrección«.

- En 1936 fue uno de los dirigentes de la Confederación Sindical Unitaria de México (CSUM).
- De 1940 a 1959, después del asesinato de León Trotski, siguió a Hernán Laborde como Secretario General del PCM.
- En 1945 fue representante del PCM en la IV Conferencia Nacional del Partido Comunista (Argentina)
- En 1956 y 1959 asistió a los XX-XXI Congreso del Partido Comunista de la Unión Soviética.[2]

## Obras
- México, hoy (1940)
- Unidad nacional para triunfar en la guerra y en la paz: defensa del Partido Comunista de México contra los provocadores. Informe rendido ante el Pleno del Comité Central del Partido Comunista de México, el 3 de octubre de 1943 (1943)
- Participemos en la guerra justa de los pueblos por la libertad: informe ante el pleno del Comité Central del Partido Comunista de México, celebrado durante los días 26 y 27 de noviembre de 1942 (1943)
- Adelante, por la unidad nacional, con la bandera de México en alto! (1944)
- Impulsemos la revolución mexicana por el camino revolucionario (1947)
- Liberemos a México del yugo imperialista: informe sobre el primer punto de la orden del día del XII Congreso Nacional Ordinario del PCM celebrado los días del 20 al 25 de septiembre de 1954, presentado por el secretario general (1954)
- Sobre la situación política actual y las tareas de los comunistas mexicanos: informe de la Comisión Política al pleno del Comité Central del Partido Comunista Mexicano celebrado el l.̊ de diciembre de 1956 (1957)